# Demirciler, Yomra
Demirciler là một xã thuộc huyện Yomra, tỉnh Trabzon, Thổ Nhĩ Kỳ. Dân số thời điểm năm 2011 là 546 người.